# Swetlograd
Swetlograd (russisch Светлогра́д) ist eine Stadt in Russland mit 38.520 Einwohnern (Stand 14. Oktober 2010). Sie befindet sich im Kaukasusvorland in der Region Stawropol (Föderationskreis Nordkaukasus), etwa 85 Kilometer nordöstlich von Stawropol, am Fluss Kalaus.

## Geschichte
Der Ort wurde 1750 als Dorf mit dem Namen Petrowskoje (Петро́вское) gegründet. 1965 erhielt er den Stadtstatus und seinen heutigen Namen, der keinen historischen Ursprung hat und nur so viel wie helle Stadt bedeutet. Der Rajon Petrowskoje, dessen Verwaltungszentrum Swetlograd ist, behielt dabei aber seinen ursprünglichen Namen.

### Bevölkerungsentwicklung
| Jahr | Einwohner |
| ---- | --------- |
| 1939 | 17.988    |
| 1959 | 24.256    |
| 1970 | 30.932    |
| 1979 | 33.612    |
| 1989 | 37.213    |
| 2002 | 39.370    |
| 2010 | 38.520    |

Anmerkung: Volkszählungsdaten

## Wirtschaft und Verkehr
Die Umgebung Swetlograds ist vor allem durch die Landwirtschaft geprägt. In der Stadt gibt es nur wenige Industriebetriebe; darunter sind mehrere Textil- und Nahrungsmittelfabriken und eine Fabrik für Baustoffe.
Die Stadt verfügt über einen Bahnhof an der Eisenbahnlinie Stawropol–Budjonnowsk, außerdem besteht eine direkte Bahnstrecke von Swetlograd nach Elista. Beide Strecken werden von der Nordkaukasischen Bahngesellschaft betrieben.

## Galerie

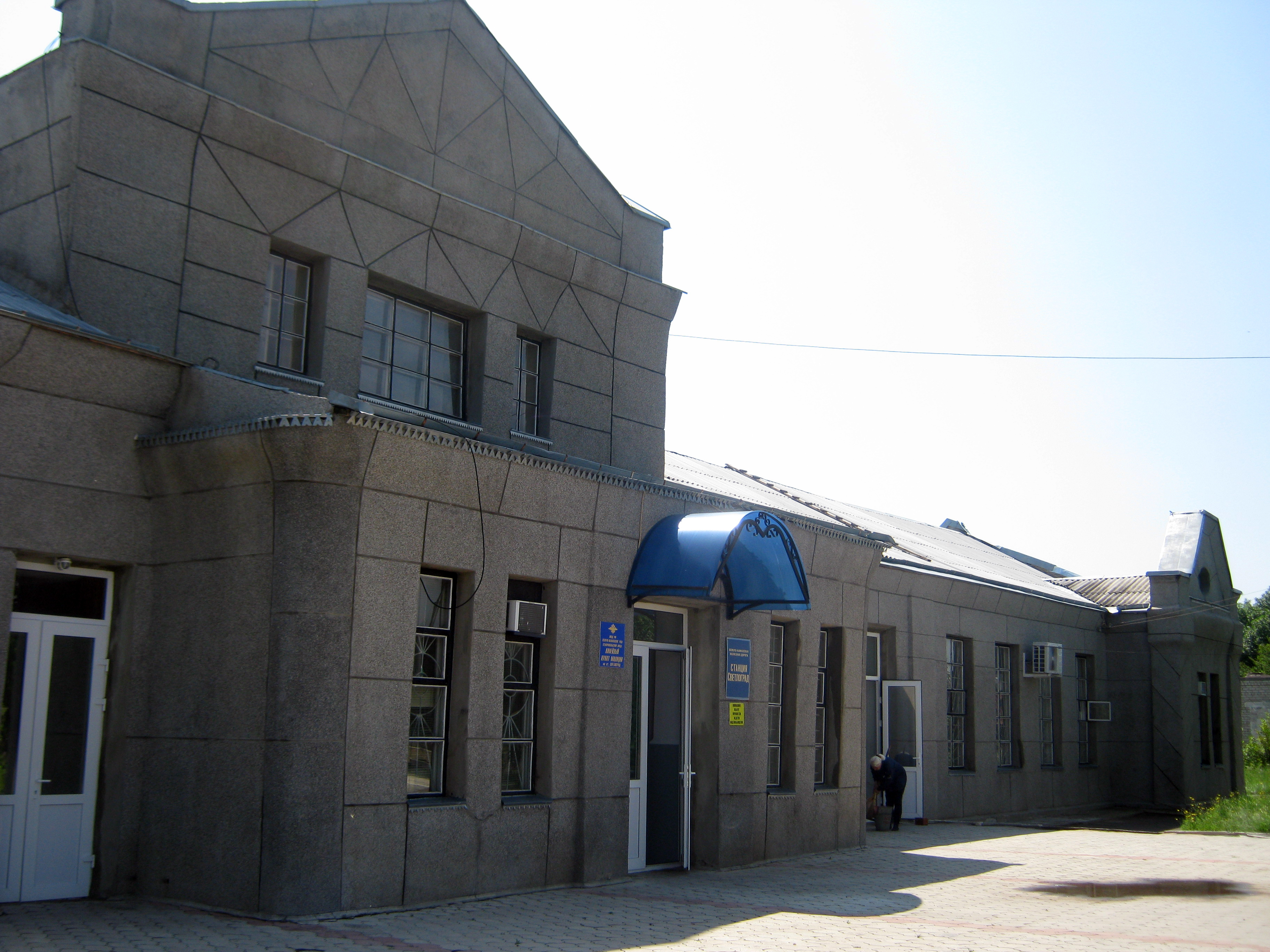
Bahnhofsgebäude (2009)
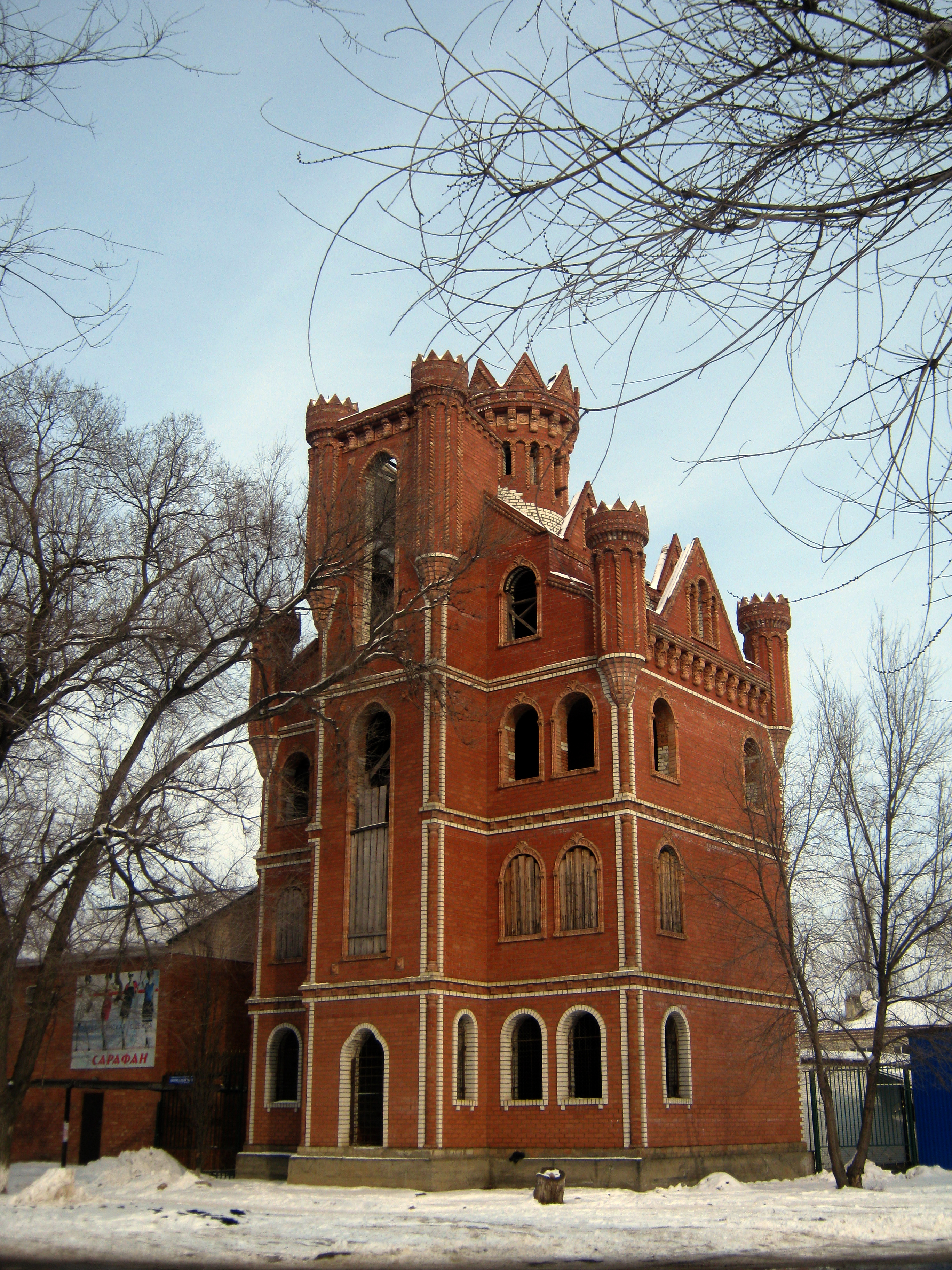
Swetlograder Schloss (2012)

## Persönlichkeiten
- Ljudmyla Schewtschenko (* 1970), russisch-ukrainische Handballspielerin